# C. Aubrey Smith
Charles Aubrey Smith, född 21 juli 1863 i London, död 20 december 1948, i Beverly Hills, var en brittisk skådespelare, verksam i USA. Smith medverkade i över 100 filmer. Han scendebuterade 1895 och filmdebuterade 1915. Innan och under skådespelarkarriären var Smith även en framstående cricketspelare. 1944 adlades han av George VI. Smith har en stjärna på Hollywood Walk of Fame.

## Filmografi i urval
- 1931 – Fången på slottet Reichendorf
- 1932 – Tarzan
- 1932 – Din för i kväll
- 1933 – Morning Glory
- 1933 – Drottning Christina
- 1934 – Cleopatra
- 1934 – Röda kejsarinnan
- 1934 – Huset Rothschild
- 1935 – Den gyllene liljan
- 1935 – Crusades
- 1936 – Lille lorden
- 1937 – Fången på Zenda
- 1937 – Född till gentleman
- 1939 – Gäckande skuggan kommer tillbaka
- 1940 – Rebecca
- 1940 – Dimmornas bro
- 1941 – Dr. Jekyll och Mr. Hyde
- 1943 – Till nu och för evigt
- 1944 – Mark Twains äventyr
- 1945 – ...och sen var ingen kvar
- 1946 – Husan som inte visste sin plats
- 1949 – Unga kvinnor

## Utmärkelser
- Kommendör av 2 klass av Brittiska imperieorden,  1938
- Knight Bachelor,  1944
- Stjärna på Hollywood Walk of Fame,  1960

[Redigera Wikidata]